# Shannon Racing Cars
Shannon – były zespół i konstruktor Formuły 1, który uczestniczył w jednym wyścigu sezonu 1966 – Grand Prix Wielkiej Brytanii.